# Cienfuegosia subprostrata
Cienfuegosia subprostrata är en malvaväxtart som beskrevs av Bénédict Pierre Georges Hochreutiner. Cienfuegosia subprostrata ingår i släktet Cienfuegosia och familjen malvaväxter. Inga underarter finns listade i Catalogue of Life.